# USCGC Polar Star (WAGB-10)
Le USCGC Polar Star  (WAGB-10) est un brise-glace de l'United States Coast Guard des États-Unis. Mis en service en 1976, il a été construit par
Lockheed Shipbuilding and Construction Company à Harbor Island (Seattle) avec son sister-ship USCGC Polar Sea (WAGB-11).

Son port d'attache est Seattle et sa zone d'activité est le Pacifique et l'Antarctique.

## Caractéristiques techniques
Polar Star utilise quatre différentes méthodes de navigation électronique pour surmonter les difficultés des opérations de haute latitude, et un système informatisé de propulsion maritime pour gérer efficacement six générateurs de propulsion diesel et  trois turbines à gaz, et d'autres équipements vitaux pour le bon fonctionnement du navire. L'utilisation de matériaux d'automatisation et leur faible entretien ont considérablement réduit les besoins en personnel.
La propulsion du Polar Star s'effectue sur trois arbres activés par le combiné CODLOG. Il a une force suffisante de coque en acier pour absorber la pression de la glace. L'étrave est conçue pour briser la glace d'une épaisseur de 32 à 44 mm. La résistance de la coque est produite presque entièrement à partir de la structure et la forme de la coque conçue pour maximiser le déglaçage en combinant efficacement les forces de mouvement vers l'avant, la traction vers le bas de la proue, et la poussée vers le haut inhérente à la flottabilité de la poupe. L'arc incurvé de sa coque lui permet de monter sur la glace, en utilisant son poids pour briser la glace jusqu'à 6,4 m. En continu, le navire peut briser une glace de 1,8 m à 3 nœuds (5,6 km/h).
Une attention particulière a été accordée pour répondre aux besoins d'un équipage de brise-glace avec 15 officiers et 126 membres à bord. Le navire dispose de quatre salons confortables, d'une bibliothèque et vidéothèque, d'un gymnase et d'un magasin. Le navire a également son propre bureau de poste (United States Postal Service), d'une téléphonie par satellite, d'une radioamateur et d'un salon informatique.
Polar Star peut accueillir deux hélicoptères HH-65 Dolphin lors de grands déploiements, en soutien scientifique, de reconnaissance, de transfert de fret et de  sauvetage.

## Missions
Polar Star a une variété de missions dans les régions polaires. Au cours de ses déploiements en Antarctique il ouvre le chemin pour ravitailler la base antarctique McMurdo en mer de Ross. Il sert également de plate-forme de recherche scientifique avec cinq laboratoires et d'hébergement pour un maximum de 20 scientifiques. Les grues et les zones de travail donnent aux scientifiques la possibilité de faire des études en mer dans les domaines de la géologie, la volcanologie, l'océanographie, la physique des banquises,et d'autres disciplines.

## Historique
Le navire mis en service en 1976 a une durée de vie utile prévue à l'origine de 30 ans.

### Mis en réserve et réactivation
En vertu d'une loi de 2006 qui désigne Polar Star et Polar Sea comme des navires de recherches scientifiques, la National Science Foundation finance et dirige désormais les brise-glace avec l'aide des équipages de la Garde côtière. Le 30 juin 2006, l'USCG Polar Star a été mis en réserve opérationnelle à Seattle. Ce statut exige un équipage réduit à 34 hommes pour maintenir le navire prêt à tout éventuel retour sur la glace. En 2009, la NSF a annoncé mettre fin au financement du maintien en activité du Polar Star.

Le 26 février 2008, un rapport du Service de recherche du Congrès américain a accordé un financement estimé à 400 millions de dollars pour étendre la durée de vie du navire à 25 ans supplémentaires. Polar Star est allé au chantier naval Vigor Shipyards pour une refonte en 2010. En 2013 il a repris le service actif et a été affecté à des opérations en Antarctique dans le cadre de l'opération Deep Freeze au début de 2014. Envoyé à Sydney pour tenter un sauvetage du navire de recherche russe MV Akademik Chokalski et du brise-glace chinois MV Xue Long l'Australian Maritime Safety Authority n'a pas maintenu cette mission, les bateaux ayant pu se sortir des glaces.
En février 2015, Polar Star a été impliqué dans le sauvetage du navire de pêche australien Antarctic Chieftain en le remorquant dans l'océan Austral.